# Mars uit Zangezur
Mars uit Zangezur (Zangezurmars) is een compositie van Aram Chatsjatoerjan.
Net als andere Sovjet-componisten moest Chatsjatoerjan muziek schrijven voor Sovjet-films; hij zou voor circa 17 films muziek schrijven. De film Zangezur (Зангезур) van regisseur Hamo Beknazarian werd in 1938 door Armkino uitgegeven; het handelt over de strijd in 1921 in de Armeense provincie Zangezur (bekend als Sjoenik) tussen het Rode Leger en bolsjewistische strijders enerzijds en de voorstanders van de Republiek Armenië van de Dashnak anderzijds. 
De filmmuziek voor Zangezur beslaat ongeveer 35 minuten. Ze werd geschreven voor symfonieorkest in de “normale samenstelling”. De muziek begeleidde acht specifieke scènes van de film. De mars is afkomstig uit de zevende door muziek begeleide scène. 
Zoals gebruikelijk verdween de filmmuziek geheel uit beeld, maar de mars bleef enigszins bekend. Er werd een arrangement voor blaasorkest voor geschreven, onbekend is of dat door de componist zelf is geschreven. Het won wel een van de vele compositiewedstrijden uitgeschreven in de Sovjet-Unie gehouden ter viering van het twintigjarig bestaan van “Red Army Day” voor arbeiders en boeren. De mars duurt circa 4 minuten.
Loris Tjeknavorian nam in juli 1999 deze mars op met het Philharmonisch Orkest van Armenië voor het platenlabel ASV Records. Het maakte deel uit van een serie gewijd aan muziek van de Armeense componist. De schrijver van het begeleidend boekwerkje meldde dat de mars enorm populair werd en nog steeds uitgevoerd door blaasorkesten, maar in 2022 is die opname nog steeds de enige (behoudens de film).
Chatsjatoerjan werkte eerder samen met Beknazarian in diens film Pepo.